# 呉彦宗
オ・オンジョン（朝鮮語: 오언종、1978年9月14日 - ）は、大韓民国の韓国放送公社 (KBS) 所属のアナウンサー。2004年に韓国の放送局CBSにアナウンサーとして採用され2006年まで在局した。その後2007年にKBSにアナウンサーとして採用され入局した。2012年に開催されたロンドン・オリンピックの際にはKBSのキャスター陣の一人として本放送ならびにハイライト放送に出演した。

## 学歴
- 1994年 〜 1997年、ソウル外国語高等学校 中国語科 卒業
- 1997年 〜 2004年、慶熙大学校 言論情報学科 (1997学番)

## 経歴
- 2007年 33期 KBS 公開採用のアナウンサー (KBS大邱放送総局 地域の勤務)

## 担当番組

### ニュース
- KBS朝のニュースタイム (ko:KBS 아침 뉴스타임)（2018年 4月23日 〜 2020年 6月26日、KBS 2TV）